# Seclusion (álbum de Penumbra)
Seclusion  es el tercer álbum de estudio de la banda gótica francesa Penumbra, lanzado el 21 de octubre de 2003 bajo el sello Season of Mist.

## Lista de canciones
Toda la música por Penumbra.
1. "Tragical Memories" (5:49)
2. "Cursed Destiny" (4:24)
3. "Seclusion" (5:56)
4. "The Prophetess" (4:59)
5. "Hope" (5:39)
6. "Crimson Tail" (6:13)
7. "Conception" (6:39)
8. "Enclosed" (5:23)

## Créditos

### Penumbra
- Jarlath - Voz, Oboe
- Zoltan - Teclados
- Dorian - Guitarra
- Anita Covelli - Voz femenina
- Neo - Guitarra
- Agone - Bajo
- Arathelis - Batería

### Músicos adicionales
- Ameylia Saad - Soprano
- Emilie Lesbros, Emmanuelle Zoldan - Coro alto
- Damien Surin - Coro bajo
- Hubert Piazzola - Barítono
- Loic Taillebrese - Flauta